# Racopilum gracillimum
Racopilum gracillimum är en bladmossart som beskrevs av C. Müller 1896. Racopilum gracillimum ingår i släktet Racopilum och familjen Racopilaceae. Inga underarter finns listade i Catalogue of Life.